# 克莉絲汀·威廉明妮 (黑森-洪堡)

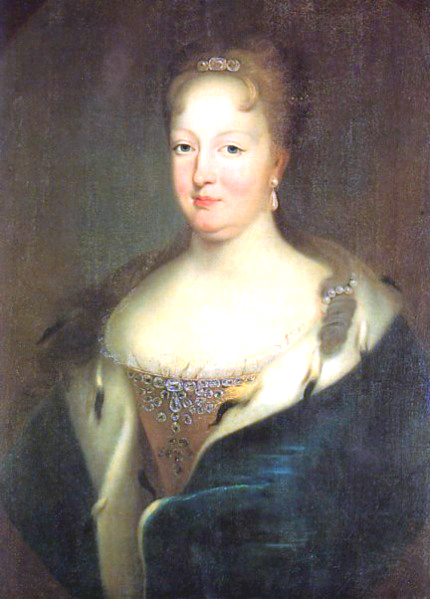

克莉絲汀·威廉明妮（德語：Christine Wilhelmine，1653年6月30日—1722年5月16日）是黑森-洪堡伯爵威廉·克里斯托夫的女兒，母親是黑森-達姆施塔特的索菲·艾蕾諾爾。

## 家庭
1671年，克莉絲汀·威廉明妮與梅克倫堡-施威林的腓特烈結婚，兩人共有3子1女：
1. 腓特烈·威廉（1675年—1713年）
2. 卡爾·利奧波德（1678年—1747年）
3. 克里斯蒂安·路德維希（1683年—1756年）
4. 索菲·路易絲（1685年—1735年）